# 원화 (신라)
원화(源花)는 일반적으로 화랑의 전신으로 알려져 있다. 삼국 간 항쟁이 커지면서 진흥왕 37년(576년)에 청소년 단체를 개편해 원화를 만들었다. 범위는 3~400명이고, 원화의 장은 아름다운 처녀를 임명해 효도, 우애, 충성, 신의를 가르쳤다.

## 기원
신라의 진흥왕은 젊은 인재를 선발키 위해 남모(南毛)와 준정(俊貞)이라는 두 여성을 원화로 삼아 300여 명의 젊은이들을 거느리게 해 행실을 보아 인재를 등용하려 했다. 그러나 두 여인은 서로 미모를 질투하여 준정이 남모를 자기 집으로 유인해 술을 먹여 취하게 만든 뒤 강에 빠뜨려 죽여 버렸다. 그 일이 밝혀져 준정도 사형당하고 이후에는 여성 대신 용모가 뛰어난 남성을 화랑으로 삼았다.

## 평가
이능화는 《조선해어화사》에서 원화가 기생 제도의 본류라고 주장한다. 하지만 이에 관한 자세한 기록이나 증거는 없다.
또한 필사본 화랑세기에서는 미실의 시대에 원화 제도가 다시 부활했다고 나온다. 그러나 화랑세기 자체가 진위 논란이 있는 책이기 때문에 이 부분을 전적으로 신뢰하기에는 무리가 있다.

## 같이 보기
- 화랑